# Docteur Dolittle 4
Pour les articles homonymes, voir Docteur Dolittle (homonymie).
Série Dr. Dolittle
Docteur Dolittle 3
(2006) Docteur Dolittle 5
(2009)
Pour plus de détails, voir Fiche technique et Distribution.
Docteur Dolittle 4 (Dr. Dolittle: Tail to the Chief) est un film américano-canadien réalisé par Craig Shapiro, tourné en 2007 et sorti en 2008 directement en vidéo.
Il a été précédé de Docteur Dolittle en 1998, de Docteur Dolittle 2 en 2001 et de Docteur Dolittle 3 en 2006, et a été suivi de Docteur Dolittle 5 en 2009.

## Synopsis
Maya Dolittle, qui peut parler aux animaux comme son père, reçoit une mission spéciale du Président des États-Unis.

## Fiche technique
Sauf indication contraire, les informations mentionnées dans cette section peuvent être confirmées par les bases de données cinématographiques IMDb et Allociné,  présentes dans la section « Liens externes ».
- Titre original : Dr. Dolittle: Tail to the Chief
- Titre français : Dr. Dolittle 4
- Réalisation : Craig Shapiro
- Scénario : Matt Lieberman et Kathleen Laccinole, basé sur les histoires du "Dr. Dolittle" de Hugh Lofting
- Musique : Don MacDonald
- Direction artistique : Kirsten Franson
- Décors : Brentan Harron
- Costumes : Lorraine Carson
- Photographie : Ron Stannett
- Son : William Butler, Greg Stewart
- Montage : Michael Trent
- Production : John Davis et Brian Manis
  - Coproduction : Connie Dolphin
- Sociétés de production : Davis Entertainment et DD4C Productions
- Sociétés de distribution : 20th Century Fox Home Entertainment (États-Unis, DVD)
- Budget : n/a
- Pays de production :  États-Unis,  Canada
- Langue originale : anglais
- Format : couleur – 1,78:1 (Widescreen / 16:9)
- Genre : comédie, fantastique
- Durée : 85 minutes
- Dates de sortie[2] :
  - États-Unis : 4 mars 2008 (sortie directement en DVD)
  - France : 25 juin 2008 (sortie directement en DVD)[3]
- Classification :
  - États-Unis : des scènes peuvent heurter les enfants - accord parental souhaitable (PG - Parental Guidance Suggested)[N 1]
  - France : tous publics

## Distribution

### Acteurs
- Kyla Pratt (VF : Céline Ronté) : Maya Dolittle
- Peter Coyote (VF : Jean Barney) : le président Sterling
- Malcolm Stewart (VF : Patrick Préjean) : le chef Dorian
- Niall Matter (VF : Cédric Dumond) : Cole Fletcher
- Elise Gatien (VF : Olivia Luccioni) : Courtney Sterling
- Karen Holness : Lisa Dolittle
- Christine Chatelain (VF : Delphine Braillon) : Selma
- Kwesi Ameyaw (VF : Jean-Paul Pitolin) : Prince Tharoor
- Stephanie Belding (VF : Céline Duhamel) : Doris Park-Weaver

### Animaux
- Jennifer Coolidge (VF : Edwige Lemoine) : Daisy (voix)
- Richard Kind (VF : Thierry Wermuth) : Marmotte (voix)
- Phil Proctor (VF : Jean-Loup Horwitz) : Singe (voix)
- Ben Diskin : Insecte (voix)
- Greg Ellis : Wallaby (voix)
- Nolan North (VF : Yves Barsacq) : Perroquet (voix)
- Diana Yanez (VF : Claire Guyot) : Chinchilla (voix)

## Édition en vidéo
En France, le film Docteur Dolittle 4 est sorti en DVD le 25 juin 2008.